# Жуганова Галина Петрівна
Гали́на Петрі́вна Жуга́нова (нар. 27 травня 1946, місто Первомайськ Миколаївської області) — українська радянська діячка, токар Первомайського машинобудівного заводу імені 25 Жовтня Миколаївської області. Депутат Верховної Ради УРСР 9—10-го скликань.

## Біографія
Освіта середня.
У 1965 році, після закінчення школи, прийшла на роботу в механічний цех № 1 Первомайського машинобудівного заводу імені 25 Жовтня і стала учнем токаря-револьверника. Згодом очолила комсомольсько-молодіжну бригаду імені Парфена Гречаного, була комсоргом заводу. З 1973 року — депутат Первомайської міської ради.
У 1975 році обрана депутатом Верховної Ради Української РСР 9-го, а у 1980 році — 10-го скликання.
З 1984 року розпочала працювати оператором верстатів з ЧПУ, була наставником молоді.
Потім — на пенсії в місті Первомайську Миколаївської області.

## Нагороди
Нагороджена орденами Трудової Слави 2-го та 3-го ступенів, медаллю «За трудову доблесть», нагрудними знаками «Відмінник соціалістичного змагання» та «Молодому передовику виробництва».